# Efferia sagax
Efferia sagax är en tvåvingeart som först beskrevs av Samuel Wendell Williston  1901.  Efferia sagax ingår i släktet Efferia och familjen rovflugor. Inga underarter finns listade i Catalogue of Life.